# Operophtera groenlandica
Operophtera groenlandica is een vlinder uit de familie van de spanners (Geometridae). De wetenschappelijke naam van de soort is voor het eerst geldig gepubliceerd in 1951 door de Lesse.